# 凱文群島
凱文群島（英語：Kevin Islands）是南極洲的群島，位於葛拉漢地的特里尼蒂半島北岸，處於哈爾彭角和庫普旺角之間，由威斯康星大學麥迪遜分校地質學會命名，現時由南極條約體系管理。